# Louis de Caullery

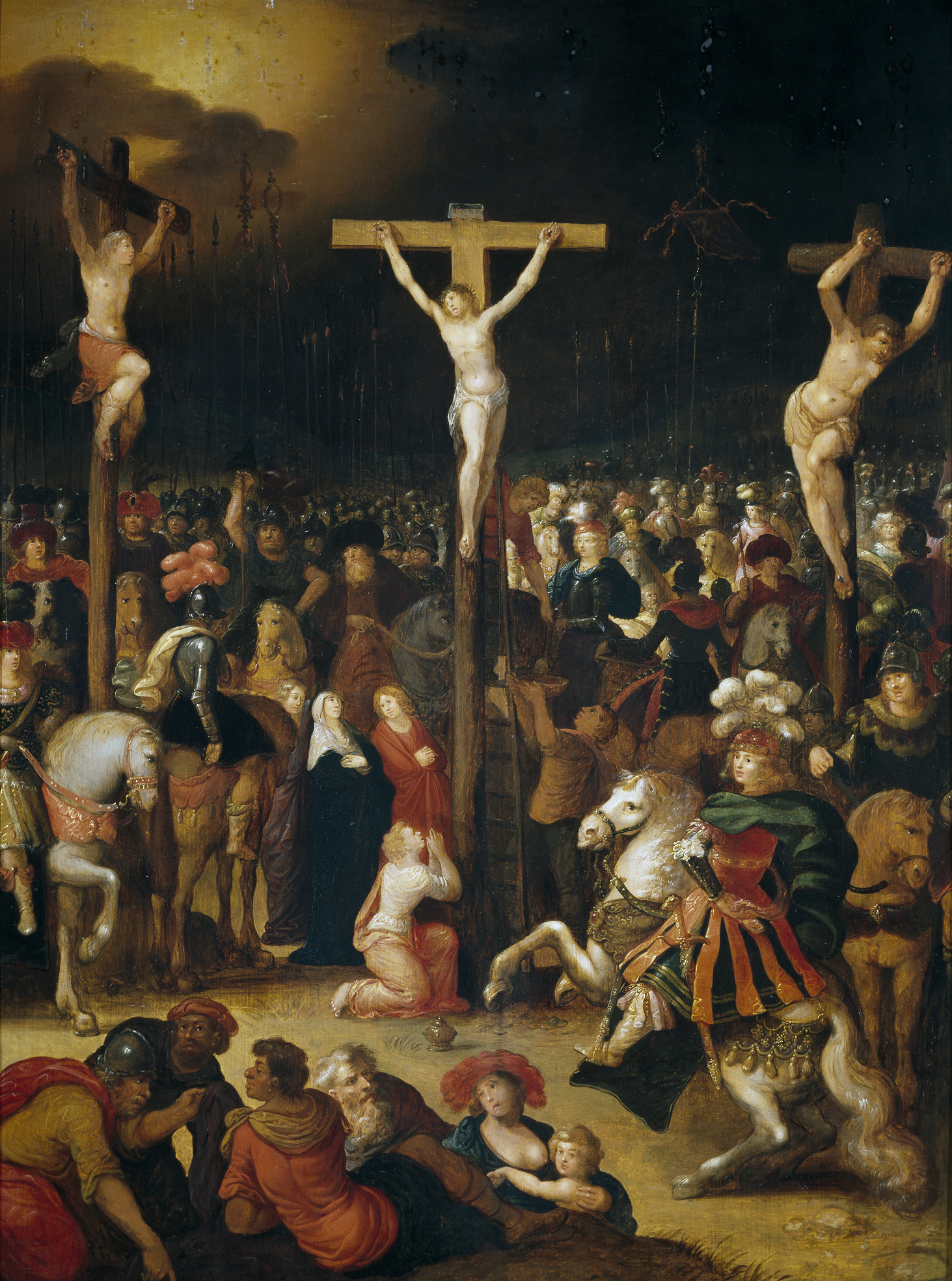
Crucifixión, óleo sobre tabla, 75 x 56 cm, Madrid, Museo del Prado.

Louis de Caulery o Caullery (Caullery ? ca. 1580-Amberes, 1621) fue un pintor barroco flamenco.

## Biografía
Su nacimiento en Caullery, aldea próxima a Cambrai, en neerlandés Kamerijk, es una hipótesis basada en su apellido y en el hecho de que su esposa e hijos heredasen algunas propiedades en Cambrai, localidad actualmente francesa pero que perteneció a los Países Bajos Españoles hasta el reinado de Luis XIV. Según otras fuentes habría nacido en Amberes y, en cualquier caso, consta que en 1594 se encontraba allí, inscrito como aprendiz de Joos de Momper en el gremio de San Lucas, en el que  se inscribió como maestro en el curso 1602/1603.
A pesar de su formación al lado de Momper, la obra de Caulery, más cercana a la sofisticación manierista que al naturalismo barroco, se demuestra en deuda con los grabados de Hans Vredeman de Vries, principalmente, de quien toma los caprichosos fondos arquitectónicos, e influido por Frans Francken II en las figuras, aunque en Caulery siempre más acartonadas, tanto en las escenas cortesanas, como en las alegóricas, que forman la parte más interesante de su producción, o en las escenas religiosas, encabezadas por el motivo del Calvario, que repitió numerosas veces. Un supuesto viaje a Italia, en fecha indeterminada, no ha podido ser documentado, y la evidente utilización de estampas sobre las que componer sus obras, como se advierte en la vista de El Escorial de Tyne & Wear Museums, basada en los diseños de Juan de Herrera grabados por Pedro Perret, lo hace innecesario.